# Ladies Championship Gstaad 2018
Il Ladies Championship Gstaad 2018, anche conosciuto come Ladies Championship Gstaad by Ixion Services per motivi di sponsorizzazione, è stato un torneo di tennis giocato sulla terra rossa. È stata la 26ª edizione del torneo, che fa parte della categoria WTA International nell'ambito del WTA Tour 2018. Si è giocato nella Roy Emerson Arena di Gstaad, in Svizzera, dal 16 al 22 luglio 2018.

## Partecipanti

### Teste di serie
| Giocatrice | Nazionalità       | Ranking* | Testa di serie |
| ---------- | ----------------- | -------- | -------------- |
| Francia    | Alizé Cornet      | 44       | 1              |
| Svezia     | Johanna Larsson   | 58       | 2              |
| Slovacchia | Viktória Kužmová  | 69       | 3              |
| Germania   | Carina Witthöft   | 81       | 4              |
| Australia  | Samantha Stosur   | 86       | 5              |
| Spagna     | Lara Arruabarrena | 88       | 6              |
| Svizzera   | Stefanie Vögele   | 93       | 7              |
| Svizzera   | Viktorija Golubic | 99       | 8              |

* Ranking al 2 luglio 2018.

### Altre partecipanti
Le seguenti giocatrici hanno ricevuto una Wild card:
- Leonie Küng
- Francesca Schiavone
- Patty Schnyder

Le seguenti giocatrici sono entrate nel tabellone principale con il ranking protetto:
- Mandy Minella
- Zheng Saisai

Le seguenti giocatrici sono passate dalle qualificazioni:

- Valentina Ivachnenko
- Veronika Kudermetova
- Conny Perrin
- Sílvia Soler Espinosa
- Martina Trevisan
- Kathinka von Deichmann

### Ritiri
Prima del torneo
- Kiki Bertens → rimpiazzato da  Jil Teichmann
- Jennifer Brady → rimpiazzato da  Antonia Lottner
- Danielle Collins → rimpiazzato da  Tamara Korpatsch
- Beatriz Haddad Maia → rimpiazzato da  Tereza Martincová
- Alison Van Uytvanck → rimpiazzato da  Anna Kalinskaja

Durante il torneo
- Eugenie Bouchard

## Campionesse

### Singolare
Alizé Cornet ha battuto in finale  Mandy Minella con il punteggio di 6–4, 7–6(6).
- È il sesto titolo in carriera per la Cornet, il primo della stagione.

### Doppio
- Alexa Guarachi /  Desirae Krawczyk hanno battuto in finale  Lara Arruabarrena /  Timea Bacsinszky con il punteggio di 4–6, 6–4, [10–6].